# Dallas County (Arkansas)
Das Dallas County ist ein County im US-Bundesstaat Arkansas. Der Verwaltungssitz (County Seat) ist Fordyce.

## Geographie
Das County liegt im mittleren Süden von Arkansas und hat eine Fläche von 1731 Quadratkilometern, wovon zwei Quadratkilometer Wasserfläche sind. Es grenzt an folgende Countys:
| Hot Spring County |  | Grant County     |
| Clark County      |  | Cleveland County |
| Ouachita County   |  | Calhoun County   |

## Geschichte

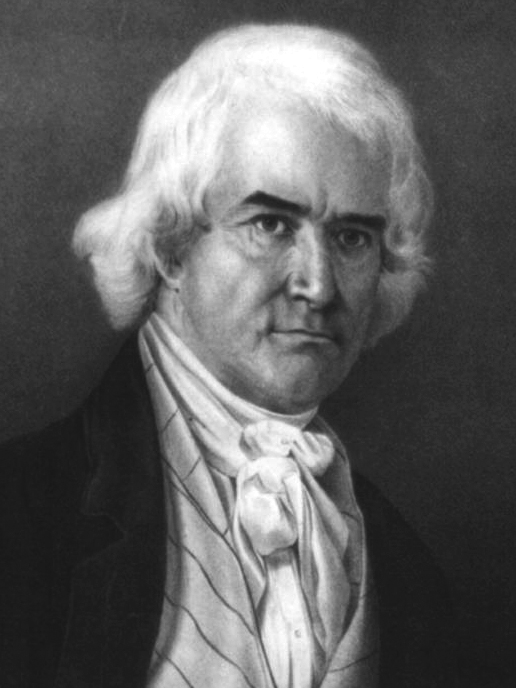
G. M. Dallas

Das Dallas County wurde am 1. Januar 1845 aus Teilen des Bradley County und des Clark County gebildet.
Benannt wurde es nach George M. Dallas (1792–1864), der von 1845 bis 1849 als elfter Vizepräsident der USA amtierte.
1846 wurde das erste County Courthouse erbaut. Die bisherigen County-Angelegenheiten wurden in einem Privathaus geführt. 1850 hatte das County 256 Sklavenhalter und 2542 Sklaven.

## Demografische Daten
Nach der Volkszählung im Jahr 2010 lebten im Dallas County 8116 Menschen in 3297 Haushalten. Die Bevölkerungsdichte betrug 4,7 Einwohner pro Quadratkilometer.
Ethnisch betrachtet setzte sich die Bevölkerung zusammen aus 55,2 Prozent Weißen, 41,9 Prozent Afroamerikanern, 0,4 Prozent amerikanischen Ureinwohnern, 0,1 Prozent Asiaten sowie aus anderen ethnischen Gruppen; 1,3 Prozent stammten von zwei oder mehr Ethnien ab. Unabhängig von der ethnischen Zugehörigkeit waren 2,3 Prozent der Bevölkerung spanischer oder lateinamerikanischer Abstammung.
In den 3297 Haushalten lebten statistisch je 2,34 Personen.
24,6 Prozent der Bevölkerung waren unter 18 Jahre alt, 59,1 Prozent waren zwischen 18 und 64 und 16,3 Prozent waren 65 Jahre oder älter. 51,4 Prozent der Bevölkerung war weiblich.
Das jährliche Durchschnittseinkommen eines Haushalts lag bei 30.454 USD. Das Prokopfeinkommen betrug 16.971 USD. 23,3 Prozent der Einwohner lebten unterhalb der Armutsgrenze.

## Kultur und Sehenswürdigkeiten

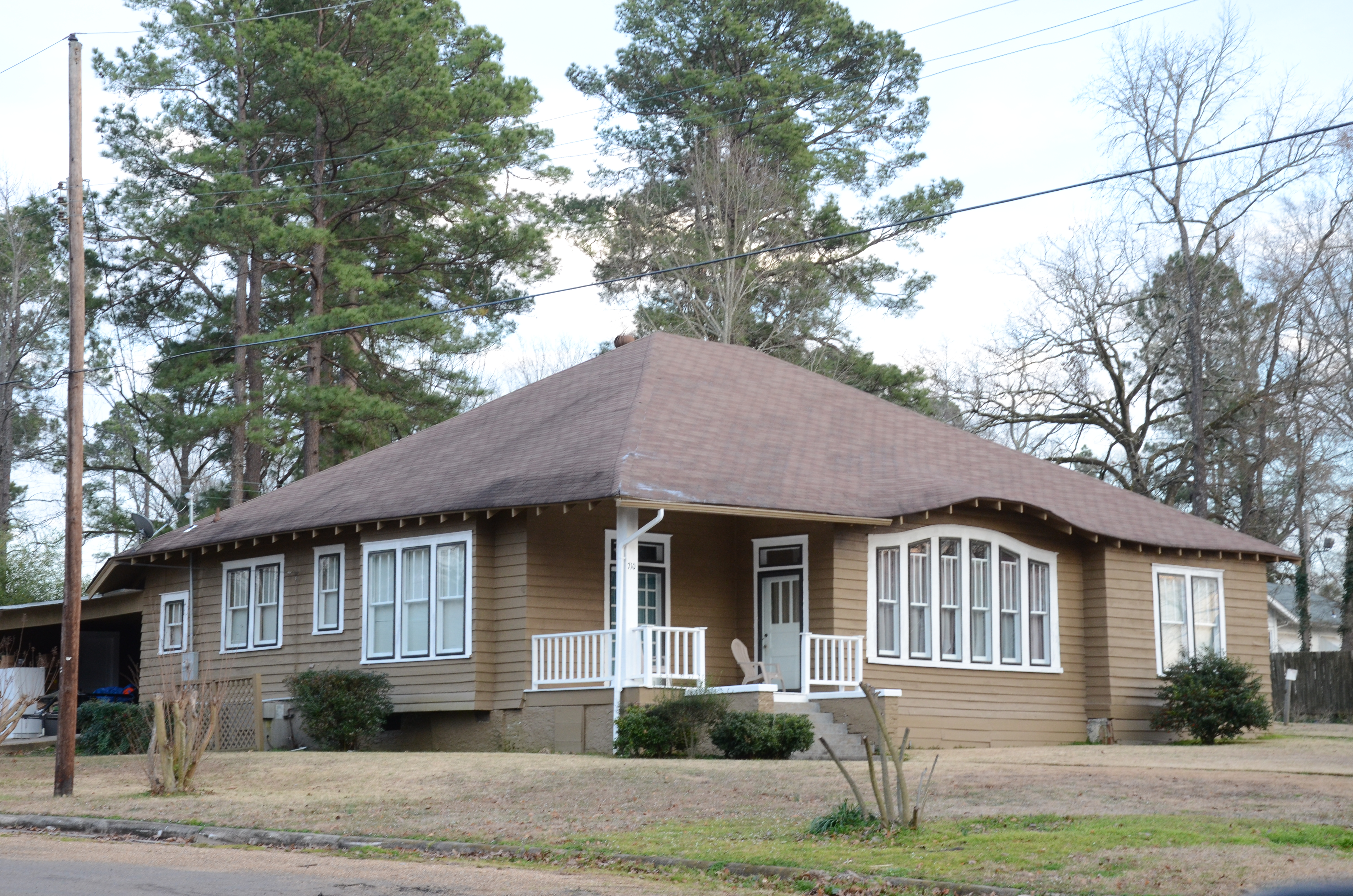
Charlotte Street Historic District (2016). Dieser historische Bezirk, der in den ersten drei Jahrzehnten des 20. Jahrhunderts entstand, wurde im September 1987 in das NRHP eingetragen.

39 Bauwerke, Stätten und historische Bezirke (Historic Districts) des Countys sind im National Register of Historic Places („Nationales Verzeichnis historischer Orte“; NRHP) eingetragen (Stand 19. Februar 2022), darunter das Verwaltungs- und Gerichtsgebäude des Countys, mehrere Kirchen und Friedhöfe sowie der Charlotte Street Historic District.

## Orte im Dallas County
Citys
- Carthage
- Fordyce
- Sparkman

Unincorporated Communitys
- Ivan
- Manning
- Princeton

Weitere Orte
- Beech Grove
- Bucksnort
- Cooney
- Dalark
- Eagletie
- Fairview
- Farindale
- Forrest Bonner
- Ivy
- Jacinto
- New Hope
- Ouachita
- Pine Grove
- Ramsey
- Round Hill
- Tulip
- Wave
- Willow

Townships
- Bunn Township
- Chester Township
- Dry Run Township
- Fordyce Township
- Holly Springs Township
- Jackson Township
- Liberty Township
- Manchester Township
- Nix Township
- Owen Township
- Princeton Township
- Smith Township
- Southall Township